# ローフォースローフリクションテクニック
ローフォースローフリクションテクニック（low-force low-friction technique）とは、歯の並びを矯正する際に、セルフライゲーティングブラケットを用いて、結紮線やエラストメリックタイなどを使わずに、アーチワイヤをブラケットのアーチワイヤスロットに固定することにより、小さな力でより早く矯正を行おうとする方法。直訳すると小さな力（ローフォース）小さな摩擦（ローフリクション）となる。
代表的なものとして、デーモンシステム（オームコ）、STb（オームコ）、ミニクリッピー（トミー）、クリッピーC（トミー）、クリッピーL（トミー）、クリアスナップ（デンツプライ三金）、クリアティSL セラミック　ブラケット（3M ヘルスケア）、スマートクリップ（3M ヘルスケア）がある。

## 概要
1990年代中頃、デュイット・デーモン博士がセルフライゲーティングブラケットの開発を始めた。そして完成したものを患者に使用してみたところ、歯が従来の装置とは異なる動き方をする事を発見した。このことによりローフォースローフリクションテクニックの考え方がうまれた。
概念としては、下顎永久切歯は舌側にふって萌出する事が多いが（エスカレーター式交換）、これが舌の圧力により正常な位置に自然に移動する。これに近い形で歯の移動を行おうとする方法である

## 利点
矯正治療患者の7割が矯正時に痛みを感じるという報告がある。しかしローフォースローフリクションテクニックを用いると痛みの軽減が行える。治療期間が短縮されるという報告もあるが、従来の装置と変わらないとする研究結果もある。また生理的に無理のない力をかけるシステムのため、顎関節症などの副作用がおきにくいのではないかと開発者は言っている。また、近年の審美意識の高まりにより問題になりやすいブラックトライアングルも通常の方法に比べて出にくいという報告もある。

## 今後の展望と課題
実用化の段階ではあるものの、まだ絶対的な症例数が少ないため学術的な研究が途上であり、装置にもまたまだ開発の余地がある。スタンダードワイヤーテクニックからストレートワイヤーテクニックに発展した時と同様の変化となるか、今後の矯正治療の主流となるかは未知数である